# René Chartier
Pour les articles homonymes, voir Chartier.
René Chartier, né à Montoire-sur-le-Loir en 1572 et mort le 29 octobre 1654, est un médecin français.

## Biographie
Médecin des filles de Henri IV et de Louis XIII, il est professeur à la Faculté de médecine de Paris et titulaire de la chaire de médecine au Collège royal de 1617 à 1623. Il a édité les œuvres d'Hippocrate et de Galien, en grec et en latin, et de Barthélemy Pardoux et de Jacques Houllier, en latin.